# Берн (аеропорт)
Аеропорт Берн - Бельп (нім. Regionalflugplatz Bern-Belp)(IATA: BRN, ICAO: LSZB / LSMB), — регіональний аеропорт, що обслуговує Берн, Швейцарія. 
Аеропорт розташований у межах міста Бельп
.
Аеропорт був хабом збанкрутілої авіакомпанії SkyWork Airlines, чиє банкротство призвело до того, що аеродром втратив понад 1/3 свого обороту. На початок 2020-х чартерні оператори Helvetic Airways і Peoples Airways пропонують декілька рейсів під час курортного сезону, служба повітряного транспорту Федерального уряду Швейцарії «Lufttransportdienst des Bundes» розмістила на аеродромі два бізнес-джети, оператор служби швидкої медичної допомоги вертольотів REGA має базу на летовищі. 
На аеродромі працюють дві вертолітно-транспортні компанії, а також дві льотні школи (одна моторизована, одна планерна).

## Авіалінії та напрямки, квітень 2022
| Авіакомпанія          | Пункт призначення |
| --------------------- | --- |
| Helvetic Airways      | Сезонно: Анталія (з 10 липня 2022), Іракліон (з 9 липня 2022), Кос (з 9 липня 2022), Ларнака (з 9 липня 2022), Пальма-де-Мальорка, Родос (з 11 липня 2022) |
| Lübeck Air            | Сезонно: Герінгсдорф (з 28 травня 2022), Херес (з 18 вересня 2022), Любек, Ольбія (з 13 травня 2022)                                                       |
| Swiss Flight Services | Сезонний чартер: Ельба (з 17 червня 2022), Порторож (з 23 серпня 2022)                                                                                     |

## Наземний транспорт
Дві автобусні лінії обслуговують аеропорт: AirportBus Bern (лінія 334) що півгодини сполучає термінал із залізничною станцією Бельп, де пасажири можуть пересісти до швидкісних поїздів S3, S4, S31 і S44 до головного вокзалу Берна. 
Час у дорозі до центру Берна становить 30 хвилин. 
Автобусний маршрут 160 сполучає аеропорт з містами Бельп, Рубіген і Мюнсінген (пересадка на потяги S-Bahn S1).

## Пасажирообіг
Див. джерело запитів Вікіданих та джерела.